# Telepatie

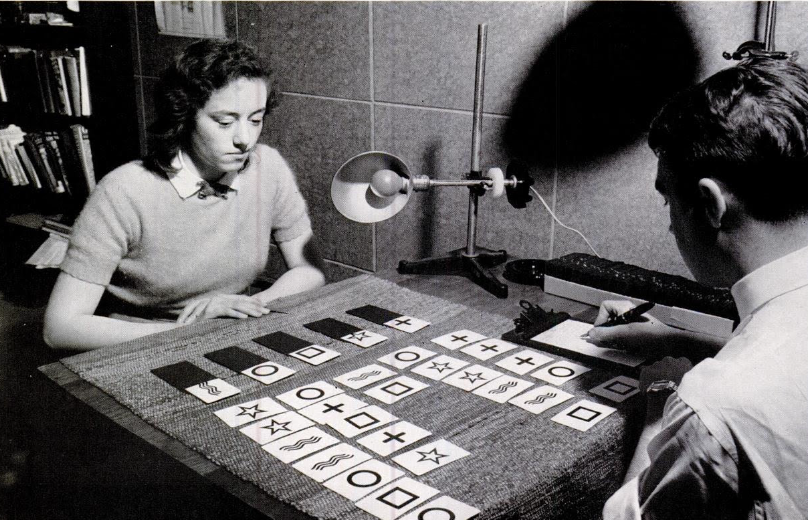
Telepatický experiment se Zenerovými kartami (rok 1940)

Telepatie (z řeckého τηλε vzdálený a πάθεια cítění) je přenos informací umožněný mimosmyslovými schopnostmi, tedy nevyužívající technické pomůcky ani známé smysly. Existence telepatie není prokázána, předpokládá ji však parapsychologie či psychotronika. Zkušenosti, které si lidé vykládají jako telepatii, interpretuje také psychiatrie, psychologie a hlubinná psychologie. Podle tvrzení některých nových náboženských hnutí jim bylo jejich učení předáno rovněž telepatickou cestou. Podle některých průzkumů jí věří nezanedbatelná část společnosti.
Všeobecně přijímaná vědecká teorie nevysvětluje, jak by telepatie mohla fungovat, a pokusy v rámci experimentální psychologie, včetně těch konaných na vojenskou zakázku, nenašly empirický důkaz existence tohoto jevu. Je také obtížné telepatii definičně odlišit od jiných parapsychologických jevů, například jasnozřivosti.

## Historie
Termín telepatie zavedl Frederic W. H. Myers a oficiálně se začal používat od založení britské Společnosti pro psychický výzkum, která vznikla roku 1882. Termín původně vyjadřoval schopnost lidského myšlení působit na dálku bez pomoci zjevné vnější vibrace.
Pojem telepatie se v Československu objevuje na začátku 20. století spolu s metapsychologií. Propagátory metapsychologie byli Viktor Mikuška a Karel Kuchynka. Fenomén telepatie byl spolu s fenoménem jasnovidectví studován okultisty tzv. metapsychologií subjektivní, která pojednávala o psychických manifestacích vycházejících z nevědomí a podvědomí člověka. Pod názvem „telepatie“ se rozuměl přenos dojmů (vjemů), představ, myšlenek atd. od jedné osoby ke druhé, bez prostřednictví  známých smyslů.
S telepatií byly konány pokusy ve vojenských laboratořích USA i bývalého SSSR, aniž byl tento jev prokázán a tím spíš shledán vojensky použitelným.

## Skeptický pohled na telepatii

Zenerovy karty se používají při experimentech s telepatií

Skeptici tvrdí, že případy telepatie jsou domnělé a lze je vysvětlit jako výsledek podvodu, sebeklamu anebo halucinace, podle nich není důvod pro existenci mimosmyslového vnímání nebo paranormálních sil, nic pro ně nesvědčí a nikdy nebyly nalezeny. Z hlediska biologie lze, podle nich, rovněž mimosmyslové vnímání vyloučit, protože nebyl v organismu nalezen emitor ani receptor síly, a z hlediska informatiky nelze dálkový mimosmyslový přenos realizovat.
Podle Antropologického slovníku se někteří lidé domnívají, že telepat je nadán schopností přijímat elektromagnetické signály, které vznikají v pracujícím lidském mozku. Tyto elektromagnetické vlny jsou velmi slabé, a zanikají několik centimetrů od lidské hlavy a zcela zanikají v elektromagnetickém šumu prostředí. Podle Vojtěcha Mornsteina myšlenkový obsah z nich nebude možno nikdy jednoznačně dešifrovat, protože „vypadají často skoro stejně, když myslíme na způsob dopravy k tetě, či naopak řešíme diferenciální rovnici“.

## Popis jevu podle zastánců existence telepatie
Podle Milana Nakonečného představuje telepatie identifikaci právě probíhajících událostí za účasti určité osoby a s vyloučením přímého vnímání (např. události, která se někomu přihodila ve velké vzdálenosti od subjektu, jenž má vizi této události), ale také identifikace představ a pocitů v mysli osoby (nesprávně tzv. „čtení myšlenek“ druhého) s vyloučením známých možností identifikace těchto mentálních obsahů – v podstatě tu jde o fenomén „paranormální komunikace“, tj. komunikace nevysvětlitelné známými zákonitostmi.
Hans Eysenck a Carl Sargent uvádějí, že existují bohaté důkazy, které dosvědčují, že paranormální jevy, mezi nimi i telepatie, jsou skutečné. Tyto schopnosti jsou, i když ne tak zřetelnou, částí osobnosti, jako jsou inteligence a charakter a mají praktický význam.
Telepatie je podle L. L. Vasiljeva „sugescí na vzdálenost“. Vasiljev provedl analýzu spontánních jevů telepatie a rozdělil ji do pěti stupňů. První stupeň se projevuje neurčitým emocionálním neklidem. V druhém stupni již lze na rozdíl od prvního identifikovat emocionální impuls s konkrétní osobou induktora (vysílatele). Ve třetím stupni dochází k uvědomění podrobností proběhlé události u vysílatele percipientem (přijímatelem) s nepřesnostmi v symbolické formě a je doprovázena jeho psychickými reakcemi. Čtvrtý stupeň má formu zřetelné halucinace, tzv. telepatická halucinace. Přijímatel vidí přízraky osob a jejich „role“ v událostech jako jsou nehody, úmrtí, zrození života a jiné extrémní dobré i špatné události. Informace nemají symbolickou podobu, ale jeví se jako skutečné s jednoznačným výkladem. V pátém stupni se stává přijímatel svědkem a účastníkem události buď přímo, nebo jako pozorovatel z dálky. U telepatie v pátém stupni je smazán rozdíl s jevem jasnovidnosti.

## Ganzfeld experimenty

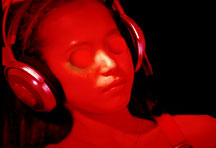
Účastník Ganzfeld experimentu.

Ganzfeld experiment (z německého výrazu pro „celé pole“) je parapsychologický experiment, který má prokázat existenci mimosmyslových schopnosti a přenosu síly psí, konkrétně např. jasnovidectví nebo telepatie u lidí. Princip ganzfeld postupu je v oddělení osoby „vysílající“ a „přijímající“. Například první osobě se překryjí oči a ozáří se červeným světlem. Do uší se pustí ze sluchátek šum. Druhá osoba se pak snaží na dálku vyslat telepaticky informaci o obrázku, videosekvenci a podobně. První osoba pak popisuje co „vidí“ ve svém homogenním zorném poli a hodnotitelé pak určí, kterému ze čtyř obrazů je popis nejpodobnější. Hodnotitelé neznají, který z obrazů je správný. Pokud mimosmyslový přenos neexistuje, uhádne zkoušející osoba správný obrázek ve 25%. Vyšší hodnota má dokázat existenci přenosu.
V 80. letech 20. století Bem a Honorton (1985) shromáždili 28 studií o 835 ganzfeld experimentech. Méně než polovina (43%)  poskytovala statisticky významné výsledky. Tyto studie podrobili souhrnné analýze (metaanalýze) a došli k výsledku, že „přijímatelé“ jsou úspěšní v 38% případů oproti očekávaným 25 %. Statisticky tento výsledek považovali za vysoce významný a o pravděpodobnosti, že by mohl vzniknout náhodně, tvrdili, že je menší než jedna k miliardě (Bem a Honorton, 1985).
Pozornost vzbudila práce Bema a Hortona z r. 1994, jejíž výsledky svědčily pro existenci mimosmyslového vnímání. Výsledky analýzy Bema a Honortona tvrdě napadeny ze strany skeptiků, zejména prof. Ray Hymanem. Což vedlo k provedení společných exaktních pokusů Honorton – Hyman. J. Heřt uvádí, že některé pokusy vyzněly pozitivně, ale přesně koncipovaný zásadní experiment, který byl iniciován zástupcem parapsychologů Honortonem a zástupcem vědců, psychologem Hymanem, došel v r. 1996 k negativním výsledkům. V „pozitivních“ experimentech byly prokázány statistické chyby. Naproti tomu Atkinson uvádí, že se Hyman a Honorton v diskusi o výsledcích metaanalýzy v základních kvantitativních výsledcích shodli. Rozdílná byla především interpretace výsledků provedených pokusů. Předmětem diskuse byly problémy opakovatelnosti (nepodařilo se dosáhnout), nedostatečné kontroly (možnost senzorického prosakování, nedostatečné postupy náhodného výběru apod.), problém zásuvky (možnost, že nebyly zohledněny nezveřejněné negativní studie), anekdotické doklady (doklady telepatie vycházející pouze z ústního popisu osobní zkušenosti, nevěrohodné pro vědu) aj.
Spor neskončil a parapsychologové od té doby publikovali desítky dalších ganzfeld experimentů včetně metaanalýz. Výsledky jsou stále sporné a statisticky neprůkazné.
Rupert Sheldrake studoval telepatii u zvířat.
Výsledky shrnuje v knize Váš pes to ví.

### Kritika
Velmi kontroverzní je samotný předpoklad experimentu, že statistická odchylka od pravděpodobnosti je důkazem telepatie, tento předpoklad je často spojován s argumentem známým pod názvem God of the Gaps („Bohu vyplňujícím mezery“ – zjednodušeně: někdo konfrontuje vědce s hádankou, tvrdí, že nemůže být vědecky vyřešena, a vyvozuje z toho, že potřebujeme Boha, abychom nalezli vysvětlení). Přísně vzato, odchylka od pravděpodobnosti je pouze důkazem, že to byl vzácný, statisticky nepravděpodobný jev, že to je jen náhoda, popřípadě je to důkaz toho, že "něco" ovlivnilo náhodný výběr. Předpoklad experimentu, že za odchylkou musí být telepatie, je klamný.
Stručný výkladový slovník českých skeptiků k tomu uvádí, že pokud ganzfeld experimenty prováděli skeptici, výsledek byl vždy negativní právě tak jako výsledky jiných analogických pokusů parapsychologů, např. hádání karet, vidění na dálku nebo ovlivňování generátorů náhodných čísel.

## Víra v telepatii a psychiatrie
Víra v telepatii je jedním z diagnostických kritérií pro schizotypní poruchu osobnosti (kód 301.22 podle DSM-IV, kód F21 podle MKN-10), toto kritérium se řadí mezi obsahové poruchy myšlení. Uvedená porucha myšlení bývá spojována s magickým myšlením.
Podle psychoterapeutky Barbory Janečkové může být telepatie (vedle bludů a změn vnímání) jedním ze symptomů jedné formy psychospirituální krize (DSM-IV/V62.89), kterou nazývá otevření mimosmyslového vnímání. Psychospirituální krizi samotnou nepokládá za psychopatologické onemocnění, nicméně doporučuje lékařské vyšetření.